# Sclerogibba crassifemorata
Sclerogibba crassifemorata is een vliesvleugelig insect uit de familie van de Sclerogibbidae. De wetenschappelijke naam van de soort is voor het eerst geldig gepubliceerd in 1888 door Riggio & De Stefani-Perez.